# Plenas
Plenas là một đô thị ở tỉnh Zaragoza, Aragon, Tây Ban Nha. Theo điều tra dân số 2004 của Viện thống kê Tây Ban Nha (INE), đô thị này có dân số là 131 người. Diện tích đô thị này là 37 ki-lô-mét vuông.
Plenas cách thủ phủ Zaragoza 78 km. Đô thị này nằm ở độ cao 800 m trên mực nước biển.